# Peugeot 207 S2000
Peugeot 207 S2000 – samochód rajdowy, którego debiut na rajdowych trasach miał miejsce w roku 2007. 

## Dane techniczne
|                            | Peugeot 207 S2000 |
| -------------------------- | --- |
| Silnik                     | benzynowy, atmosferyczny, rzędowy, 4-cylindrowy umieszczony poprzecznie z przodu, 4 zawory na cylinder DOHC                              |
| Pojemność skokowa          | 1998 cm3 |
| Moc maksymalna             | 280 KM przy 8500 obr./min. |
| Maksymalny moment obrotowy | 252 Nm przy 6500 obr./min. |
| Napęd                      | stały na 4 koła |
| Skrzynia biegów            | kłowa z systemem cut - off Sadev, sekwencyjna, 6-biegowa                                                                                 |
| Dyferencjały               | mechaniczne: przedni, tylny, centralny                                                                                                   |
| Zawieszenie                | semi - kolumna MacPhersona, stabilizatory przód / tył - regulowane amortyzatory                                                          |
| Koła                       | 8"x18" (asfalt) / 6,5"x 15" (szuter) |
| Hamulce                    | wentylowane, tzw. tarcza pływająca, 4 - tłoczkowe zaciski Brembo, 355 mm przód / 300 mm tył (asfalt), 300 mm przód / 300 mm tył (szuter) |